# Accademia di belle arti di Bari
L’Accademia di belle arti di Bari è un istituto universitario statale appartenente al comparto dell'alta formazione artistica e musicale (AFAM).
L'istituzione rilascia diplomi accademici di primo livello (laurea) e di secondo livello (laurea magistrale). Attualmente, la sede didattica dell'accademia, con i suoi uffici amministrativi, è situata nel capoluogo pugliese. In questa sede trovano collocazione i corsi del triennio. Mentre a Mola di Bari, presso l'ex Monastero di Santa Chiara, continuano ad operare alcuni laboratori e in particolare i corsi del biennio di specializzazione.

## Storia dell'Accademia
L'accademia di belle arti barese fu istituita nel novembre del 1970, con i corsi di pittura, scultura e scenografia, ai quali successivamente si aggiunse quello di decorazione e negli ultimi anni quello di grafica.
L'attuale direttore dell'ateneo è il prof. Giancarlo Chielli.

## Offerta formativa

### Corsi di diploma accademico di primo livello (triennali)
Dipartimento di arti visive
- Scuola di pittura (L-03, DAPL01)
- Scuola di scultura (L-03, DAPL02)
- Scuola di decorazione (L-03, DAPL03)
- Scuola di grafica d'arte (L-03, DAPL04)

Dipartimento di progettazione e arti applicate
- Scuola di scenografia (L-03, DAPL05)
- Scuola di fashion design (L-03, DAPL06)
- Scuola di web design e comunicazione visiva (L-03, DAPL06)
- Scuola di nuove tecnologie dell'arte (L-03, DAPL08)
- Scuola di cinema, fotografia, audiovisivo (L-03, DAPL11)

Dipartimento di comunicazione e didattica dell'arte
- Scuola di comunicazione e valorizzazione del patrimonio artistico contemporaneo (DAPL09)
- Scuola di didattica dell'arte (DAPL10)

### Corsi di diploma accademico di secondo livello (biennali)
Dipartimento di arti visive
- Scuola di pittura - nuove tendenze (LM-89, DASL01)
- Scuola di scultura - nuove tecnologie (LM-89, DASL02)
- Scuola di decorazione - per la moda (LM-89, DASL03)
- Scuola di decorazione - progettazione per l'ambiente (LM-89, DASL03)
- Scuola di grafica d'arte - editoria artistica (LM-89, DASL04)

Dipartimento di progettazione e arti applicate
- Scuola di scenografia - per il teatro (LM-65, DASL05)
- Scuola di scenografia - per il cinema e la tv (LM-65, DASL05)

## Direttori
- Roberto De Robertis
- Nicola Cantatore
- Buonaventura Di Coste
- Vito Nerini
- Onofrio Zotti
- Mario Colonna
- Pasquale Bellini
- Giuseppe Sylos Labini
- Giancarlo Chielli
- Antonio Cicchelli